# Fresnes (Yonne)
Fresnes es una localidad y comuna francesa situada en la región de Borgoña, departamento de Yonne, en el distrito de Avallon y cantón de Noyers.

## Demografía
| 255 | 270 | 294 | 301 | 293 | 278 | 267 | 272 | 243 | 227 | 239 | 228 | 209 | 187 | 182 | 177 | 167 | 157 | 159 | 152 | 125 | 106 | 107 | 105 | 120 | 108 | 90 | 85 | 84 | 69 | 86 | 80 | 74 |
| Para los censos de 1962 a 1999 la población legal corresponde a la población sin duplicidades (Fuente: INSEE [Consultar]) |     |     |     |     |     |     |     |     |     |     |     |     |     |     |     |     |     |     |     |     |     |     |     |     |     |    |    |    |    |    |    |    |